# Izasław
Izasław – imię męskie pochodzenia słowiańskiego, nienotowane w źródłach staropolskich.  Składa się z członów Iza- (od изяти, czyli „wziąć”) i -sław („sława”).
Izasław imieniny obchodzi 6 lipca
W polskiej literaturze historycznej używa się form Izjasław i Izasław
- Izjasław I (1024–1078), książę turowski i nowogrodzki, wielki książę kijowski
- Izjasław II Pantelejmon (1096–1154)
- Izjasław III, książę kijowski
- Iziasław Włodzimierzowicz (zm. 1001), książę połocki